# Болеслав V Стыдливый
Болеслав V Стыдливый (пол. Bolesław Wstydliwy; 21 июня 1226 — 7 декабря 1279) — князь-принцепс Польши (1243—1279) и князь сандомирский (1227—1229 и 1232—1279).

## Биография

### Детство
Единственный сын князя-принцепса Польши Лешека Белого и Греимиславы Ингваровны Луцкой. Представитель династии Пястов,.
Когда 24 ноября 1227 года во время съезда Гонзаве был убит отец Болеслава Лешек Белый, ему исполнился только год. После смерти князя-принцепса Лешека Белого многие претендовали на опеку над его единственным сыном. Краковская знать хотела, чтобы регентство осуществляла вдовствующая княгиня Гремислава совместно с местным воеводой и епископом; однако это противоречило договору о взаимном наследовании, подписанному в 1217 году Лешеком и Владиславом III Тонконогим, в соответствии с которым было решено, что в случае смерти одного из них другой возьмёт на себя управление его владениями и опеку над его несовершеннолетними детьми.
6 декабря 1227 года Казимир I Куявский, который, вероятно, представлял своего отца Конрада I Мазовецкого на похоронах Лешека Белого, выдвинул претензии своего отца на опеку над Болеславом и его наследство по праву ближайшего родственника мужского пола. Из-за отсутствия ответа в первой половине марта 1228 года Конрад I прибыл в Скарышев для переговоров с Гремиславой и местной знатью относительно принятия опеки над своим племянником на время его несовершеннолетия. Знать, особенно влиятельное семейство Грифичей, предпочитала видеть на троне Владислава III, но в тот момент он был в разгаре борьбы со своим племянником Владиславом Одоничем и не смог заявить о своих правах. Получив отказ, Конрад I попытался завладеть Краковом силой, но не преуспел в этом.
К маю Владиславу III удалось победить своего племянника и даже взять его в плен, что позволило ему переключиться на борьбу за краковский трон. 5 мая 1228 года в Цени-Перше была организована встреча между Владиславом III Тонконогим и делегацией краковской знати и духовенства. Владислав согласился стать опекуном Болеслава, сделав его своим преемником в Кракове и Великой Польше. После этого Владислав III прибыл в Краков, где Гремислава официально передала ему управление городом. Вдовствующая княгиня и её сын получили Сандомирское княжество, где она осуществляла регентство.
Вскоре после этого Владислав Одонич сбежал из тюрьмы, и борьба за Великую Польшу возобновилась. Владислав III был вынужден покинуть Краков. С одобрения жителей Кракова он призвал вроцлавского князя Генриха I Бородатого на правление в Кракове в статусе наместника. Летом 1228 года Конрад I Мазовецкий напал на Краков, но потерпел поражение в битве при Скале от сына Генриха Набожного, сына Генриха I. Однако год спустя Конрад I захватил в плен Генриха Бородатого и занял краковский трон. Он также, несмотря на сопротивление местной знати, изгнал Гремиславу с сыном из Сандомира, передав княжество своему старшему сыну Болеславу.
В 1231 году умер Владислав III Тонконогий. В своём завещании он назвал Генриха I Бородатого своим наследником в Кракове и Великой Польше. Несмотря на то, что это противоречило соглашению в Цени-Перше в мае 1228 года, Гремислава от имени сына поддержала Генриха I, пообещав ему регентство над Сандомирским княжеством. В течение 1231–1232 годов Генрих сражался с Конрадом за Малую Польшу; к осени 1232 года Генрих сумел занять Краков, а Конрад удержал за собой только Серадз и Ленчицу, входившие ранее в Сеньориальный удел и ставшие теперь отдельными княжествами.
В начале 1233 году Конрад I решил отомстить жене своего брата и похитил её вместе с сыном. Сначала он заключил Гремиславу и Болеслава в Черске, а затем перевёз в бенедиктинский монастырь в Сецехуве. Вдовствующая княгиня подвергалась различным унижениям, включая публично нанесённую пощёчину от Конрада. Пленников освободил из заключения краковский воевода Клеменс из Рущи, посланный Генрихом I Бородатым. По просьбе Генриха I из соображений безопасности в 1235–1239 годах Болеслав с матерью находились в городе Скала. Она отказалась от имени сына от прав на краковский трон в пользу Генриха I. По инициативе последнего  вдовствующая княгиня обратилась с просьбой о поддержке к папе Григорию IX, издавшему в 1233 году буллу, в которой он осудил учинëнное над Гремиславой насилие и взял её с сыном под опеку.

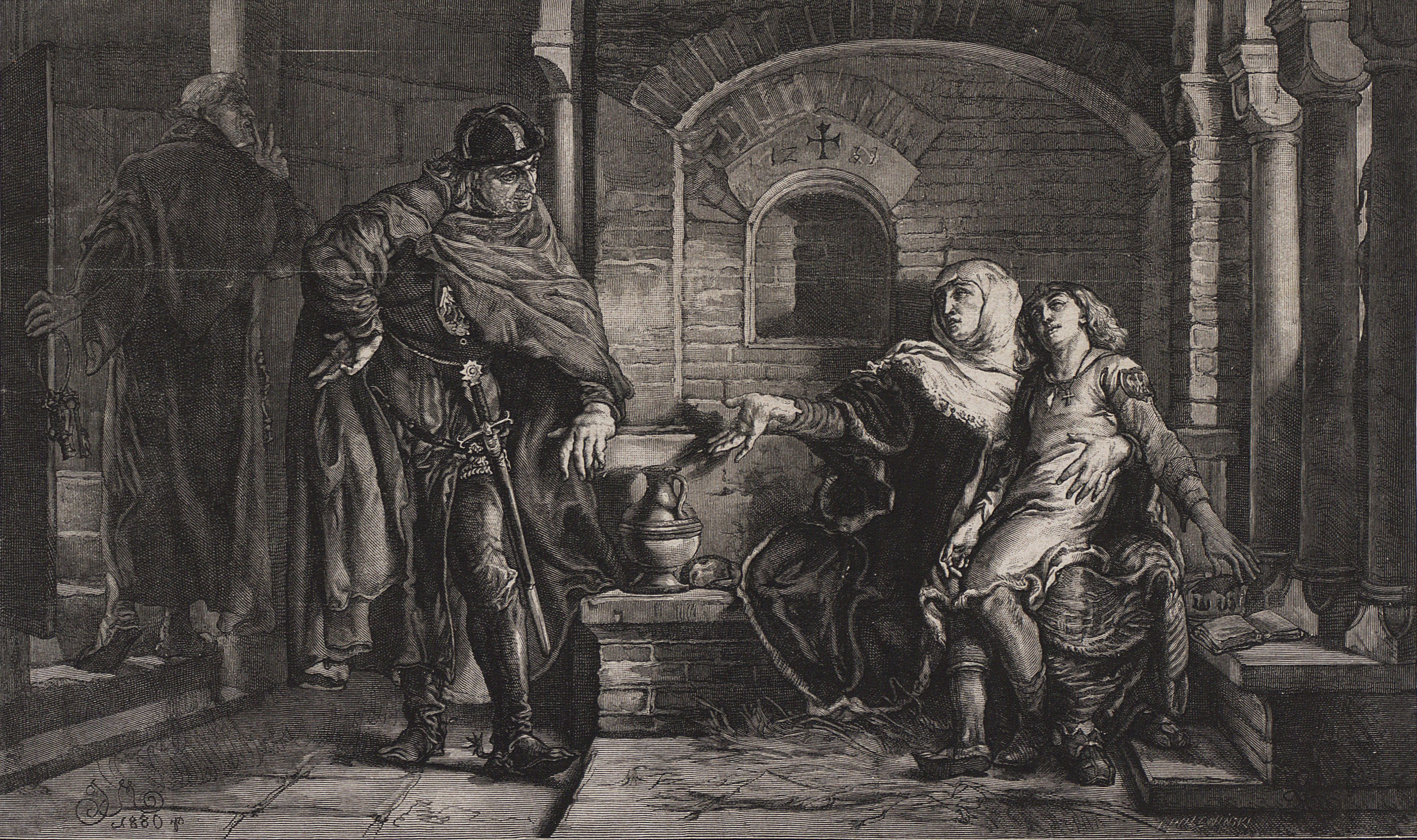
Гремислава с сыном Болеславом Стыдливым в темнице у Конрада Мазовецкого. Картина Яна Матейко

Генрих I Бородатый умер в 1238 году, и ему наследовал его сын Генрих II Набожный. Как и его отец, он принял опеку над Болеславом и регентство в Сандомирском княжестве. В 1239 году в Войниче 13-летний Болеслав встретился со своей невестой, 15-летней Кингой (Кунигундой), дочерью короля Венгрии Белы IV. Вскоре после этого была отпразднована свадьба. 9 июля того же года в Пшедбуже состоялась встреча между Болеславом и Конрадом, на которой мазовецкий князь согласился отказаться от своих притязаний на Сандомир.
В 1241 году, во время нашествия монголов на Польшу, Болеслав вместе с матерью и женой бежал в Венгрию, оставив свои земли без защиты. 13 февраля монголы захватили и сожгли Сандомир. Два месяца спустя, 9 апреля, состоялась битва при Легнице, в которой польская армия под командованием князя-принцепса  Генриха II Набожного потерпела поражение, а сам князь был убит. Спустя два дня в битве с монголами на реке Шайо погиб зять Болеслава, венгерский принц Коломан, и вся семья (включая его сестру Саломею, теперь вдову) бежали в Моравию и вернулись в Польшу только после ухода монголов.
После смерти Генриха Набожного его старший сын Болеслав II Рогатка принял титул князя-принцепса; однако он не появлялся в Кракове, где от его имени управление осуществлял Клеменс из Рущи. Конрад I Мазовецкий воспользовался этой возможностью, и, несмотря на сильное сопротивление малопольского дворянства, вступил в Краков 10 июля 1241 года. Однако ему так и не удалось заручиться поддержкой местной знати, недовольной тесными связями Конрада с Тевтонским орденом, и в 1243 году они призвали Болеслава на княжение в Краков. 25 мая того же года состоялась битва при Суходолах, в которой малопольские и венгерские войска под командованием Клеменса из Рущи разгромили мазовецкие войска Конрада. Благодаря этой победе Болеслав V Стыдливый удержал за собой Краков. Теперь, в возрасте 17 лет, он стал правящим князем-принцепсом Польши, хотя и оставался под сильным влиянием матери вплоть до её смерти в 1258 году.

### Князь-принцепс Польши
Конрад I Мазовецкий не опустил руки и до самой своей смерти пытался вернуть себе верховное княжение. В 1246 году вместе со своим сыном Казимиром и при поддержке литовских и опольских войск он снова напал на Малую Польшу. В битве при Зарышуве войска Болеслава потерпели поражение. Князь Краковский потерял Лелув, но Краков и Сандомир сумел удержать. Осенью 1246 года Болеслав сумел вернуть Лелув. Конрад умер 31 августа 1247 года, но его сын Казимир продолжил борьбу.
В 1254-1255 годах Болеслав добивался освобождения второго сына Конрада I Земовита I Мазовецкого и его жены Переяславы, которые были захвачены в плен его братом Казимиром. Наконец, весной 1255 года, после длительных переговоров, они были освобождены. В 1258 году великопольский князь Болеслав Набожный начал долгую и разрушительную войну против Казимира I Куявского и его союзника Святополка II Померельского за Лёндскую каштелянию. Болеслав V присоединился к коалиции против князя Куявского.
Между 29 сентября и 6 октября 1259 года Болеслав V вместе с Болеславом Набожным разграбили Куявию. Война закончилась победой коалиции двух Болеславов, мирный договор был окончательно заключён 29 ноября 1259 года, но в 1260 году Казимир I вновь захватил крепость Лелув. 12 декабря 1260 года во время встречи в Пшедбуже Болеслав V Стыдливый выступил посредником в споре между братьями Казимиром и Земовитом, который закончился заключением мирного договора.

### Союз с Венгрией
Союз Болеслав V Стыдливого и Болеслава Набожного, вероятно, был следствием их семейных отношений, поскольку оба они были женаты на дочерях венгерского короля Белы IV. В силу этого оба они также были союзниками Венгерского королевства. В 1245 году оба польских князя поддержали экспедицию князя Ростислава Михайловича, который был венгерским кандидатом на галицкий трон. 17 августа состоялась битва при Ярославе, в которой польские и венгерские войска потерпели поражение.
В июне и июле 1253 года польско-русские войска, включая армию Болеслава V, вторглись в Моравию для поддержки венгерской экспедиции в Австрию, которая находилась под властью короля Чехии Оттокара II. Конфликт закончился договором; при этом Оттокар II с помощью епископа Краковского Павла пытался убедить Болеслава Стыдливого перейти на его сторону.

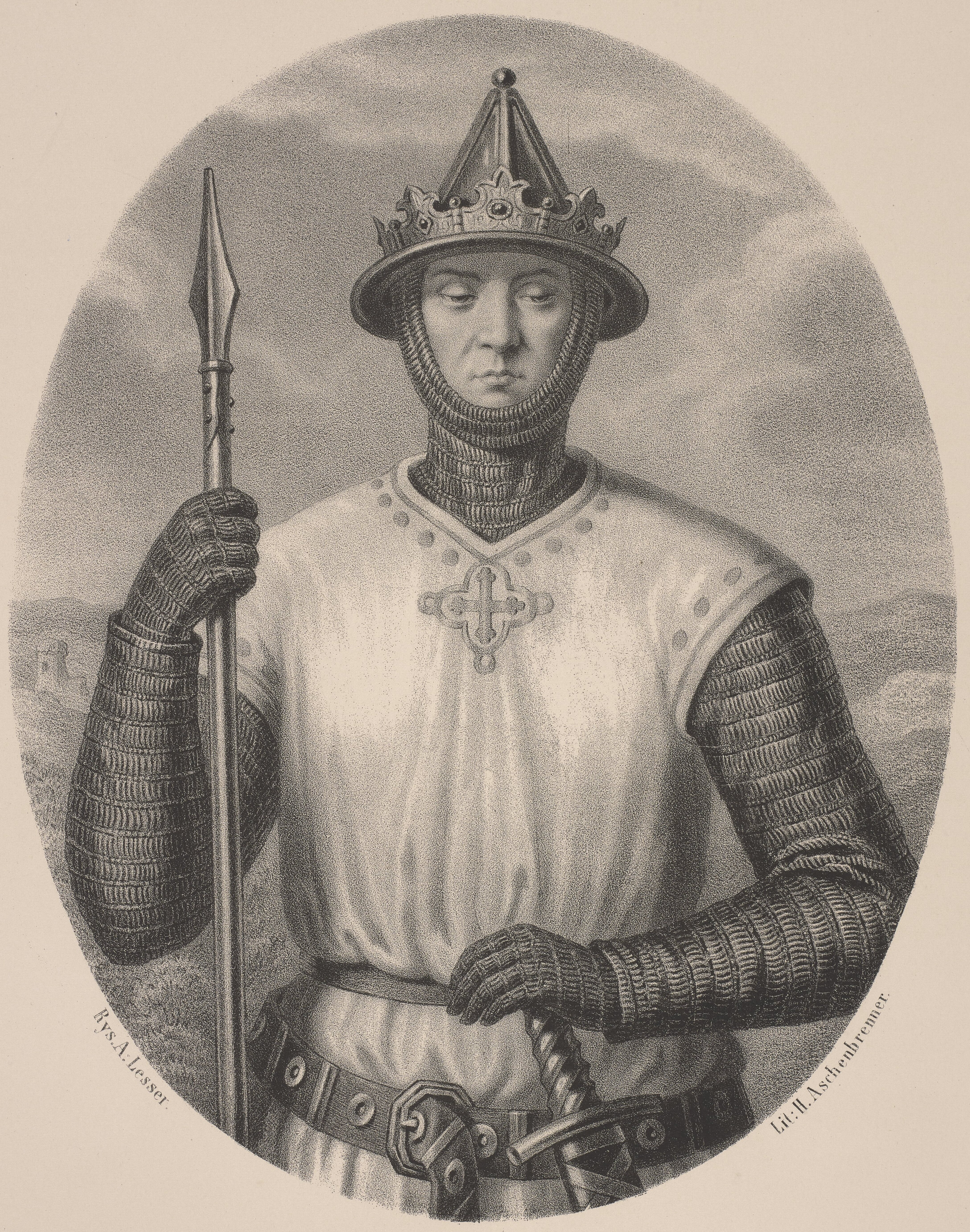
Портрет Болеслава V из серии чёрно-белых портретов правителей Польши Александра Лессера

В 1260 году между Венгрией и Чехией разразился ещё один конфликт, когда венгерский принц Иштван организовал нападение на  герцогство Каринтия. С июня по июль 1260 года Болеслав V вместе с Лешеком Чёрным помогал венграм в войне с Чехией. 12 июля состоялась битва при Кресенбрунне, которая закончилась поражением венгерской армии и её союзников.
29 января 1262 года во время встречи в Ивановицах Болеслав V пообещал оказать военную поддержку Болеславу Набожному в его конфликте с вроцлавским князем Генрихом Белым, который был сторонником Чешского королевства. 7 июня состоялась встреча в Данкове, во время которой были проведены мирные переговоры с Генрихом. На этой встрече другой союзник Отткара II Владислав Опольский безуспешно попытался заключить четверной союз с участием его самого, короля Чехии, Болеслава V и Болеслава Набожного.
В 1264 году венгерский король Бела IV вступил в конфликт со своим сыном Иштваном, что привело к гражданской войне в Венгрии. В марте 1266 года Болеслав и его жена Кинга устроили встречу в Буде, на которой Иштван обязался поддерживать мирные отношения со своим отцом, Оттокаром II, Болеславом V, Лешеком Чёрным и Болеславом Набожным.
В 1270 году новый король Венгрии Иштван V посетил Болеслава V Стыдливого в Кракове, где они подписали вечный мир. В том же году Иштван V возобновил войну против Чехии за наследство Бабенбергов, которая закончилась поражением Венгрии. В 1271 году Болеслав V с помощью князей Рюриковичей организовал экспедицию против Вроцлавского княжества, правители которого были твёрдыми сторонниками Чехии.
Король Иштван V умер 6 августа 1272 года, и после этого союз между Болеславом V Стыдливым и Венгерским королевством был полностью разорван. В 1277 году Болеслав наконец заключил в Опаве мирный договор с чешским королевством. 26 августа 1278 года Болеслав V участвовал на стороне Чехии в решающей битве на Моравском поле, в которой Оттокар II потерпел поражение и был убит.

### Христианизацияятвягов
Будучи глубоко религиозным человеком, Болеслав неоднократно предпринимал попытки обратить в христианство окружавшие Польшу языческие племена. В 1248-1249 годах он организовал при участии Земовита Куявского закончившуюся неудачей экспедицию против ятвягов.
Между 1256 и 1264 годами уже сами ятвяги вторглись в Малую Польшу и разграбили её. Весной 1264 года Болеслав организовал против них карательную экспедицию, которая закончилась победой польских войск и гибелью ятвяжского князя Коматы. Для христианизации этого племени Болеслав создал епископство в Лукуве на северо-восточной границе Малой Польши. В этом деле он рассчитывал на поддержку своей сестры Саломеи и папы Иннокентия IV, который в 1254 году издал специальную буллу. В итоге эта миссия провалилась.

### Второе нашествие монголов
Болеслав долгое время пребывал в дружеских отношениях с Даниилом Романовичем Галицким и хлопотал перед святым престолом о даровании тому королевской короны, рассчитывая склонить Даниила к переходу в католицизм. Второе нашествие монголов на Польшу разрушило эти планы. В 1259 году на Галицкую Русь в очередной раз пришли монголы во главе с огланом Бурундаем. Галицкий князь не стал сопротивляться захватчикам, а наоборот, предоставил им своё войско для набега на Польшу. Монголы разорили Сандомир, Люблин и Краков. Болеслав бежал в Серадз к Лешеку Чёрному. Вернулся он только в 1260 году, когда монголы покинула Малую Польшу. После этого отношения Болеслава и Даниила сильно ухудшились, и галицкий князь неоднократно натравливал на Польшу литовцев.
После смерти Даниила в 1265 году литовско-русская армия вторглась в малопольские районы Скарышев, Тарчек и Вислица и разорила их. В 1265-1266 годах Болеслав V сражался против сына Даниила Шварна и брата Василько Романовича, которые помогали литовцам во вторжении в Малую Польшу. Конфликт закончился в 1266 году, когда Болеслав отказался от своих экспедиций против ятвягов.

### Усыновление Лешека Чёрного
Поскольку Болеслав и его жена Кинга дали обет целомудрия, их брак был бездетным. В 1265 году Болеслав усыновил Лешека Чёрного и сделал его своим наследником. Не признавший этого решения князь Владислав Опольский, сам претендовавший на краковский трон, при поддержке чешских войск решил силой отобрать его у Болеслава V. В июне 1273 года в битве под Богусином, в окрестностях Олькуша, опольско-ратиборская армия был разгромлена. В октябре того же года Болеслав V предпринял карательную экспедицию против Опольско-ратиборского княжества, но ограничился только разорением приграничных территорий. В следующем 1274 году Болеслав V и Владислав Опольский заключили мирный договор, согласно которому Владислав отказался от претензий на краковский престол, а Болеслав V уступил ему некоторые малопольские пограничные земли.

### Внутренняя политика

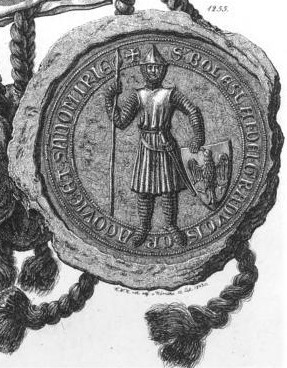
Печать Болеслава V Стыдливого

Болеслав V уделял особое внимание развитию городов.  5 июня 1257 года он даровал магдебургское право Кракове, а год спустя городу Новы Корчин. В 1264 году такие же права получил город Скарышев, а в 1271 году – Енджеюв. Эта привилегия, предоставляющая городам значительную форму самоуправления, привела к быстрому экономическому развитию княжества, которое потеряло во время монгольских набегов около 75% населения.
Во время своего правления Болеслав проявлял особую заботу о церкви и, прежде всего, о Краковском епископстве. 28 августа 1252 года князь и его мать Гремислава предоставили епископству привилегию неприкосновенности, которая гарантировала местному духовенству большую автономию в экономических и судебных вопросах. 17 сентября 1253 года, благодаря совместным усилиям Болеслава и епископа Краковского, папа римский Иннокентий IV канонизировал краковского епископа XI века Станислава Щепановского. В 1257 году в Ленчице состоялся синод, на котором было установлено, что любой правитель, похитивший епископа, автоматически отлучается от церкви, а его владения попадают под интердикт. По приглашению Болеслава V и его жены Кинги в Краков около 1258 года приехали францисканцы.
Болеслав V Стыдливый скончался 7 декабря 1279 году и был похоронен во францисканской базилике Кракова. Поскольку у князя не было потомства, краковский трон, согласно его завещанию, отошёл к Лешеку Чёрному.

## Семья
Приблизительно в 1239 году Болеслав V женился на Кинге (Кунигунде) Венгерской, старшей дочери венгерского короля Белы IV. Отличавшаяся чрезвычайной набожностью Кинга убедила Болеслава на протяжении всего их брака воздерживаться от сексуальных отношений. Религиозные убеждения Болеслава не позволяли ему иметь внебрачную связь, так что потомства у него не было. Именно по этой причине Болеслав получил прозвище «Стыдливый».